# Pterocirrus microceros
Pterocirrus microceros är en ringmaskart som först beskrevs av Jean Louis René Antoine Édouard Claparède 1870.  Pterocirrus microceros ingår i släktet Pterocirrus och familjen Phyllodocidae. Inga underarter finns listade i Catalogue of Life.